# Hexafluorură de uraniu
Hexafluorura de uraniu, denumită "hex" în industria energiei nucleare, este un compus chimic cu formula chimică UF6 utilizat în procesul de îmbogățire a uraniului care produce combustibil nuclear pentru reactori nucleari și arme nucleare. 
Formează cristale gri solide la temperatură și presiune standard, este foarte toxic, reacționează cu apa și este corozivă pentru majoritatea metalelor. Reacționează ușor cu aluminiul, formând un strat de suprafață subțire de AlF3.